# Monumento a Cecco d'Ascoli
Il monumento a Cecco d'Ascoli è un’opera dedicata a Cecco d'Ascoli al secolo Francesco Stabili, illustre figura di poeta, medico, insegnante, filosofo e astrologo/astronomo, situata ad Ascoli Piceno in piazza Giacomo Matteotti. 

## Storia e caratteristiche

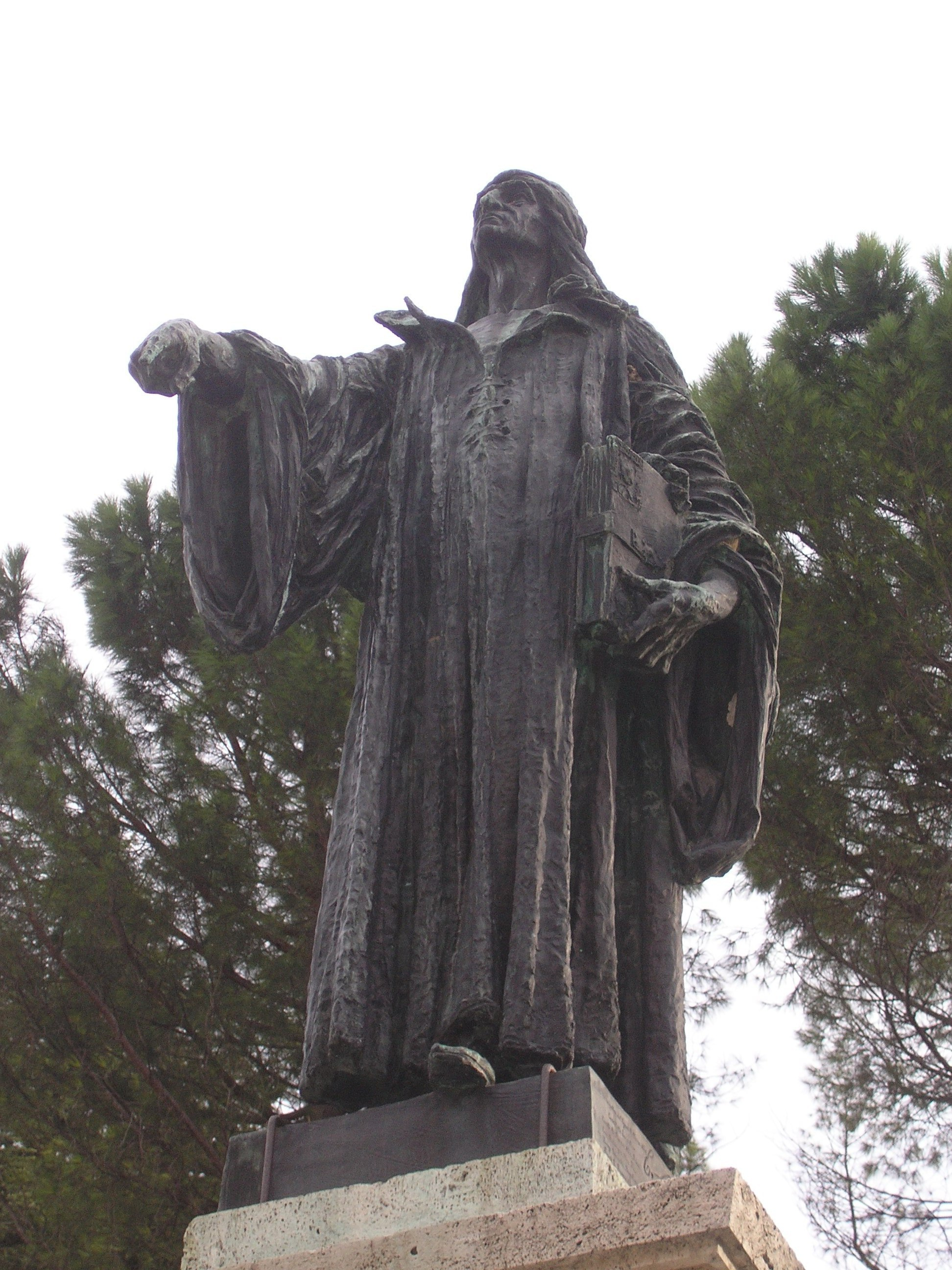
La statua in bronzo raffigurante Cecco d'Ascoli, realizzata a New York

La statua in bronzo, fu raffigurata severa e solenne dallo scultore fiorentino Edoardo Camilli nel lontano 1919, anche se l'idea di un monumento al grande Eretico nacque in realtà molto tempo prima. La prima delibera comunale risale addirittura al 13 settembre 1864, ma malgrado reiterati tentativi e alterne vicende, l'opposizione dei clericali e altri ostacoli ne impedirono la realizzazione, fino a che, oltre cinquant'anni dopo, il conte Roberto Fiocca-Novi ascolano residente a New York, fondò un comitato raccogliendo tra i conterranei ascolani emigrati nella Grande Mela i fondi necessari per realizzare l'opera.
Nacque così la statua, alta 3,40 metri, che fu scoperta il 28 giugno 1919 a New York dal generale Peppino Garibaldi di fronte a una sostanziosa folla. Fu successivamente imbarcata sulla nave Pesaro con destinazione Genova per poi giungere ad Ascoli Piceno tramite ferrovia nel novembre dello stesso anno.
La statua fu collocata sul piedistallo di marmo realizzato in piazza G. Matteotti nel centro storico della città ascolana e coperta da un panno. Non fu mai inaugurata ufficialmente, con polemiche e continui rinvii: il panno fu alfine rimosso nella notte del 31 dicembre 1921 da cinque studenti liceali che, armati di scala e coltelli, procedettero a scoprire il monumento.
Nel 2019, anno in cui si commemora il 750º anniversario della nascita di Cecco d'Ascoli, l'Amministrazione comunale volle rendere simbolicamente omaggio all'illustre concittadino inaugurando, anche se con un secolo di ritardo, il monumento a lui dedicato.

## Galleria d'immagini

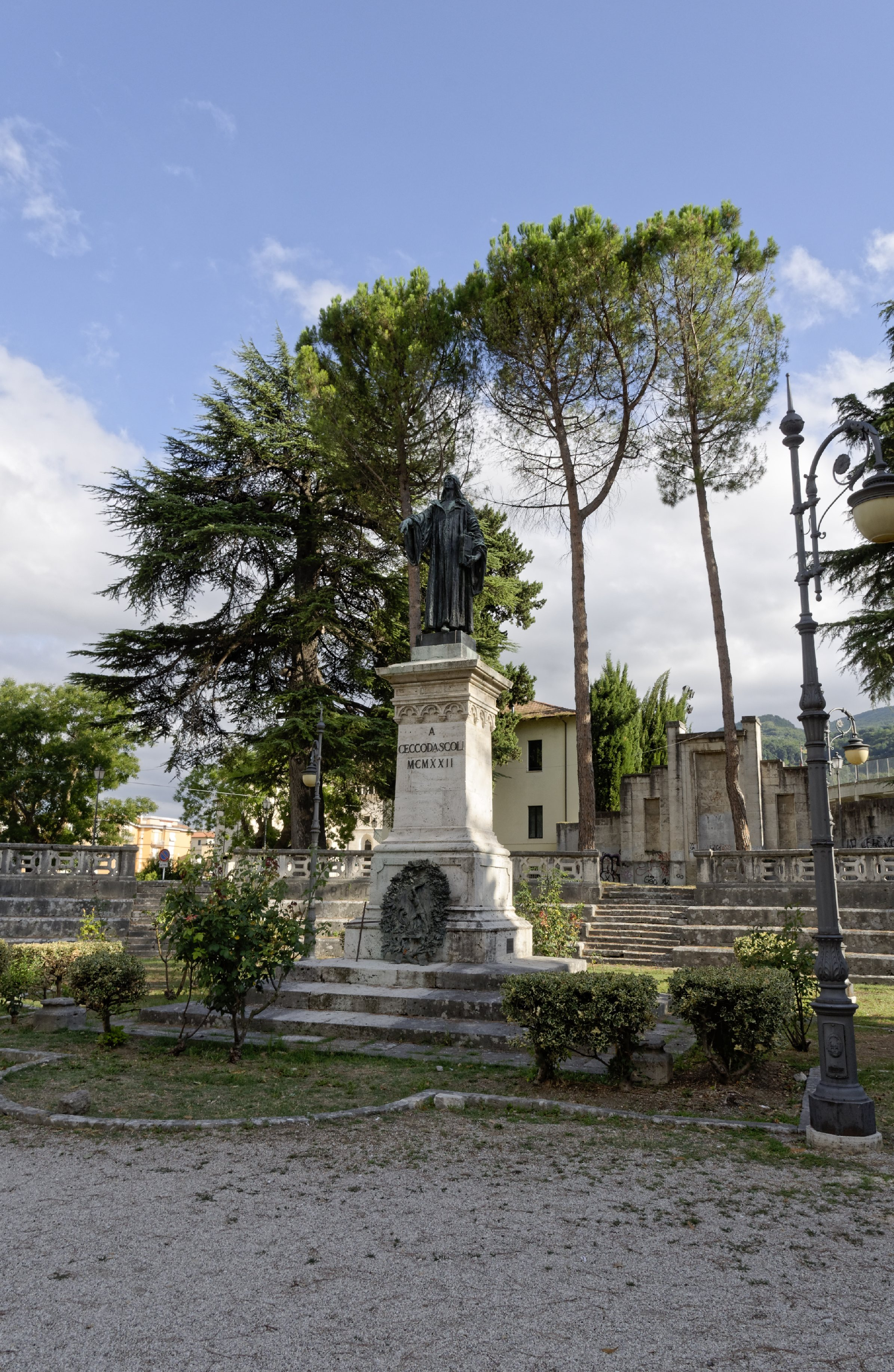
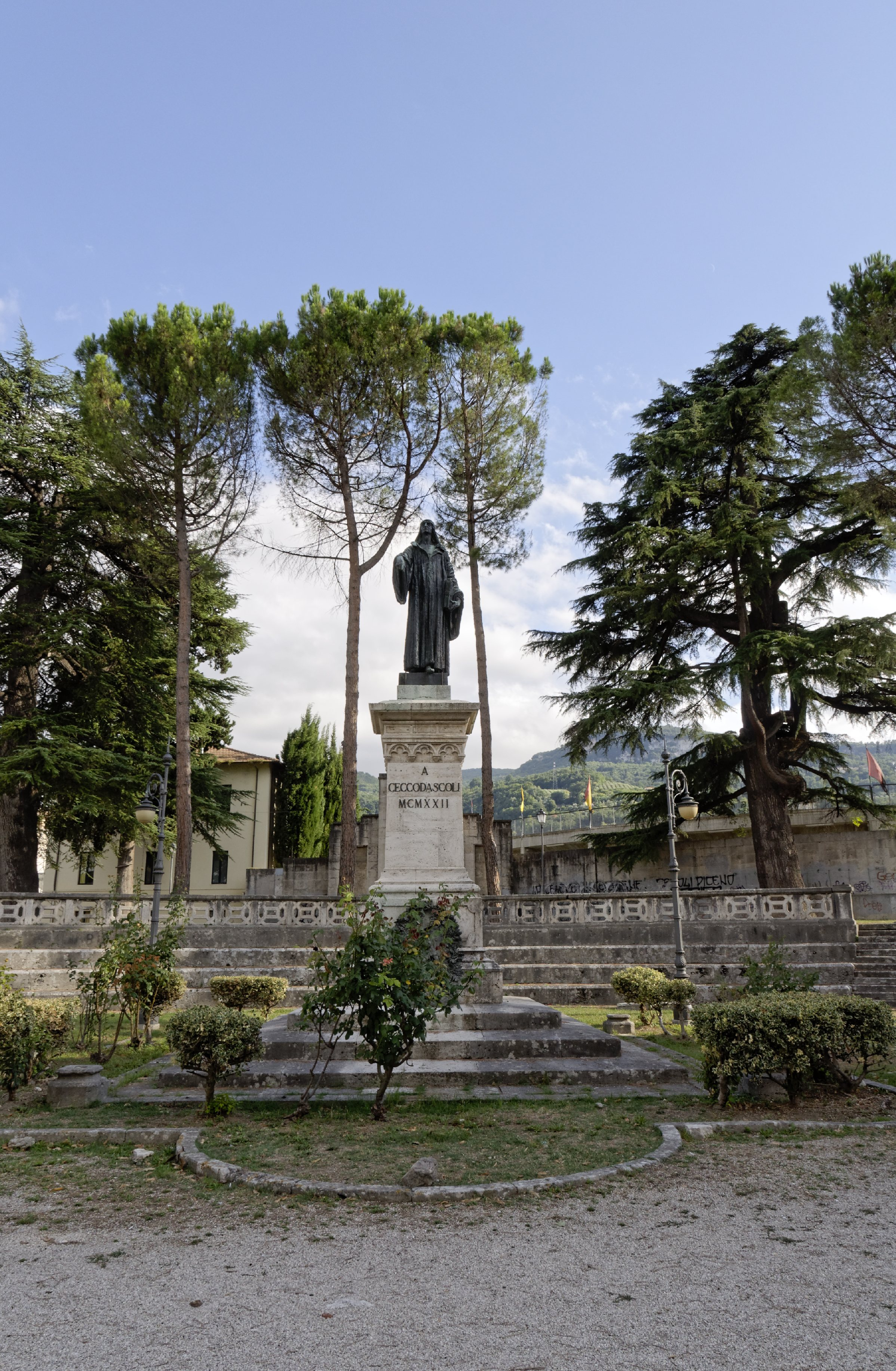
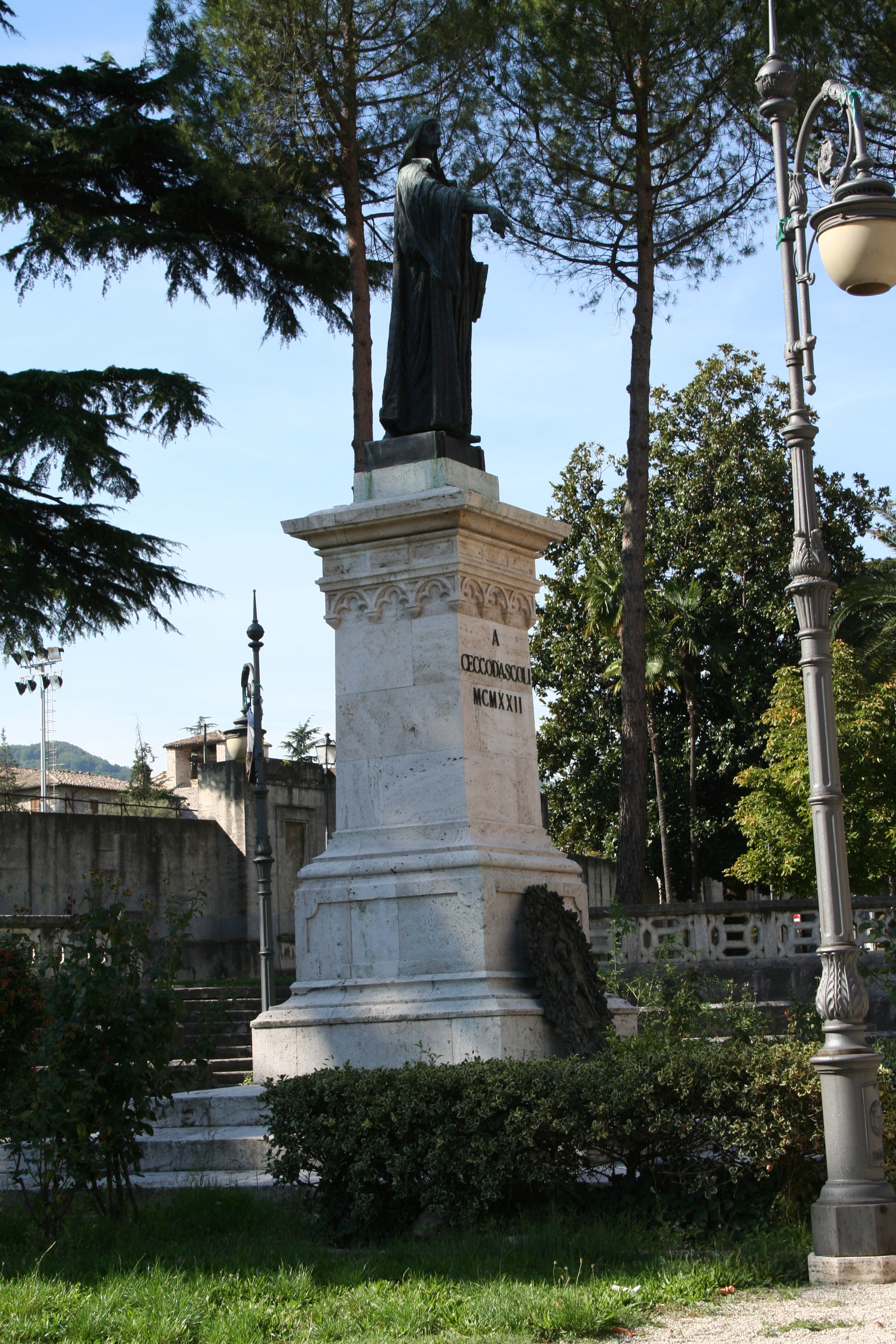
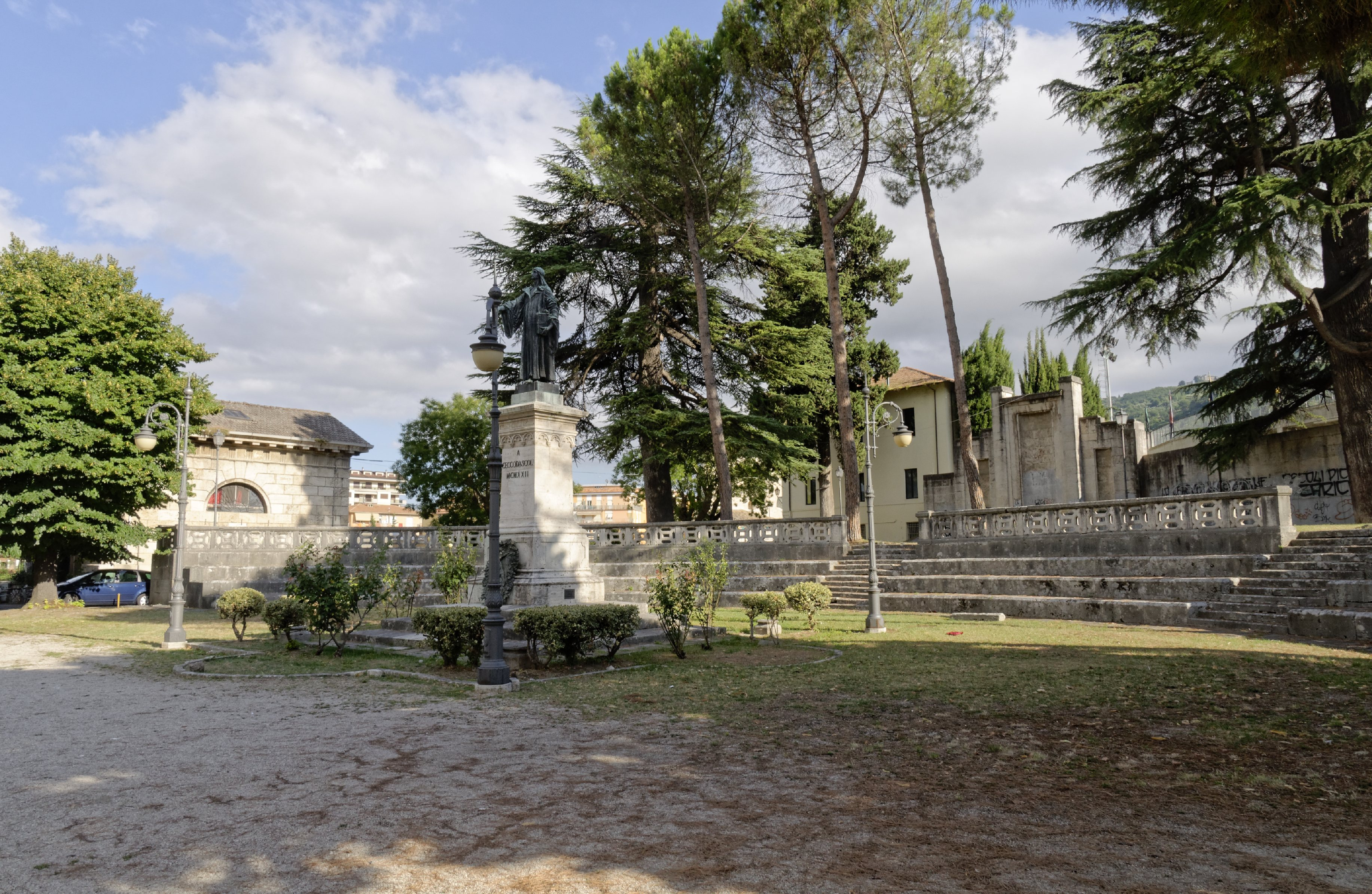
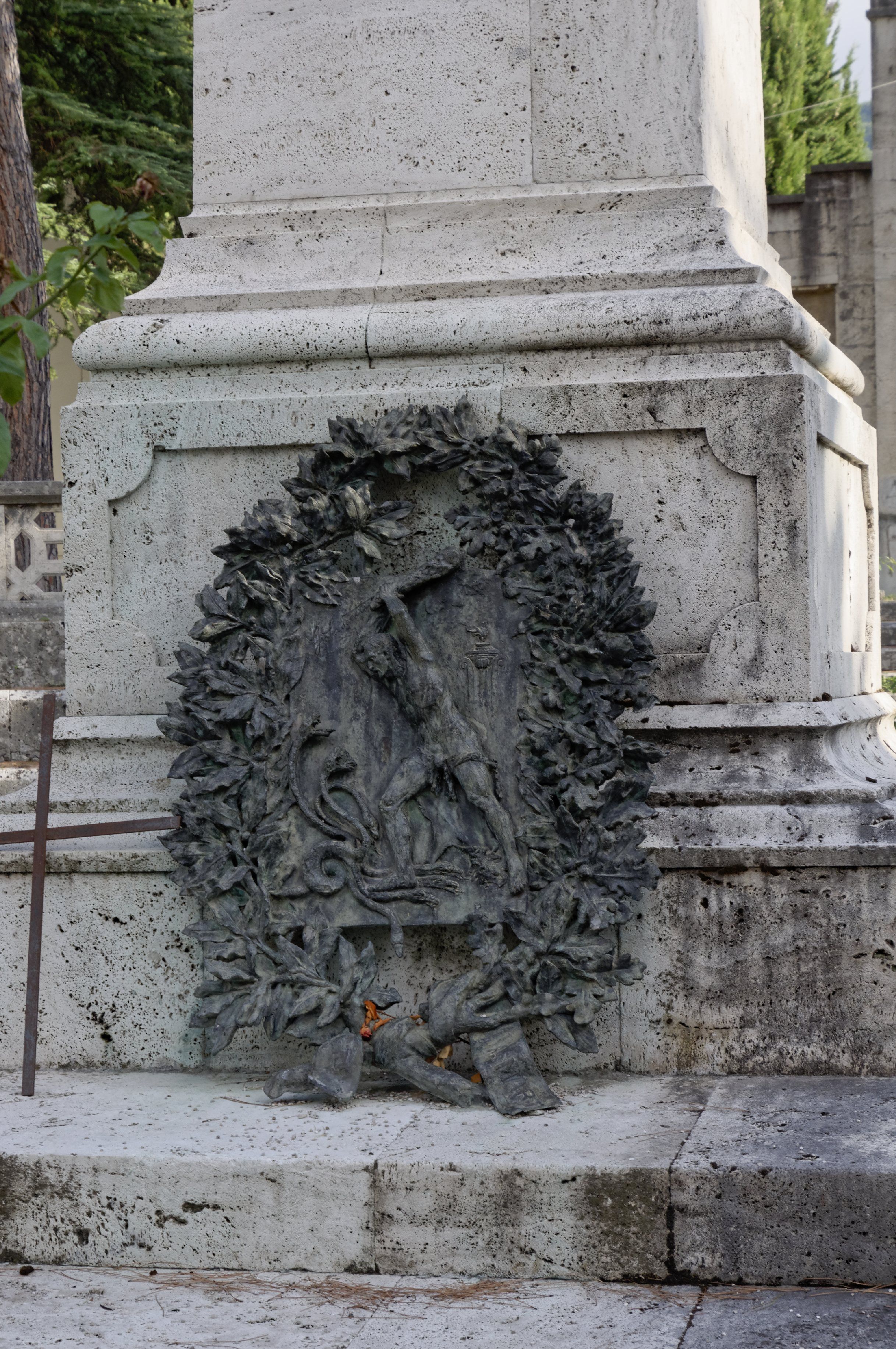